# Азузум
Азузум — правитель (энси) Эшнунны, правил в первой половине XX века до н. э. Перестроил царский дворец.

## Список датировочных формул Азузума
|   | |
| a | Год, когда Азузум, энси Эшнунны сделал двор… OIP 43 180 mu a-zu-zum ensi2 asz2-nun-naki giszkisal …-nir ku in-dim2-ma |

| Династия Эшнунны           |                                                 |                       |
| Предшественник: Уцуравассу | правитель Эшнунны 1-я половина XX века до н. э. | Преемник: Ур-Нинмарки |